# Neolucanus saundersi
Neolucanus Saundersi es una especie de coleóptero de la familia Lucanidae.

## Distribución geográfica
Habita en Darjeeling, Assam y Bután.